# Guido Manfré
Guido Manfré (Roma, 27 ottobre 1920 – Roma, 15 febbraio 1997) è stato un calciatore italiano, di ruolo centrocampista.

## Carriera
In gioventù era tesserato per la Lazio.
Ha giocato 3 partite nella Divisione Nazionale 1945-1946 con la Lazio, e 44 partite in Serie B con Catania e Siracusa.

## Palmarès

### Club

#### Competizioni regionali
- Campionato romano di guerra: 1

Lazio: 1943-1944